# Steinernes Haus (Ziegenhain)
Koordinaten: 50° 54′ 38,7″ N, 9° 14′ 4,2″ O

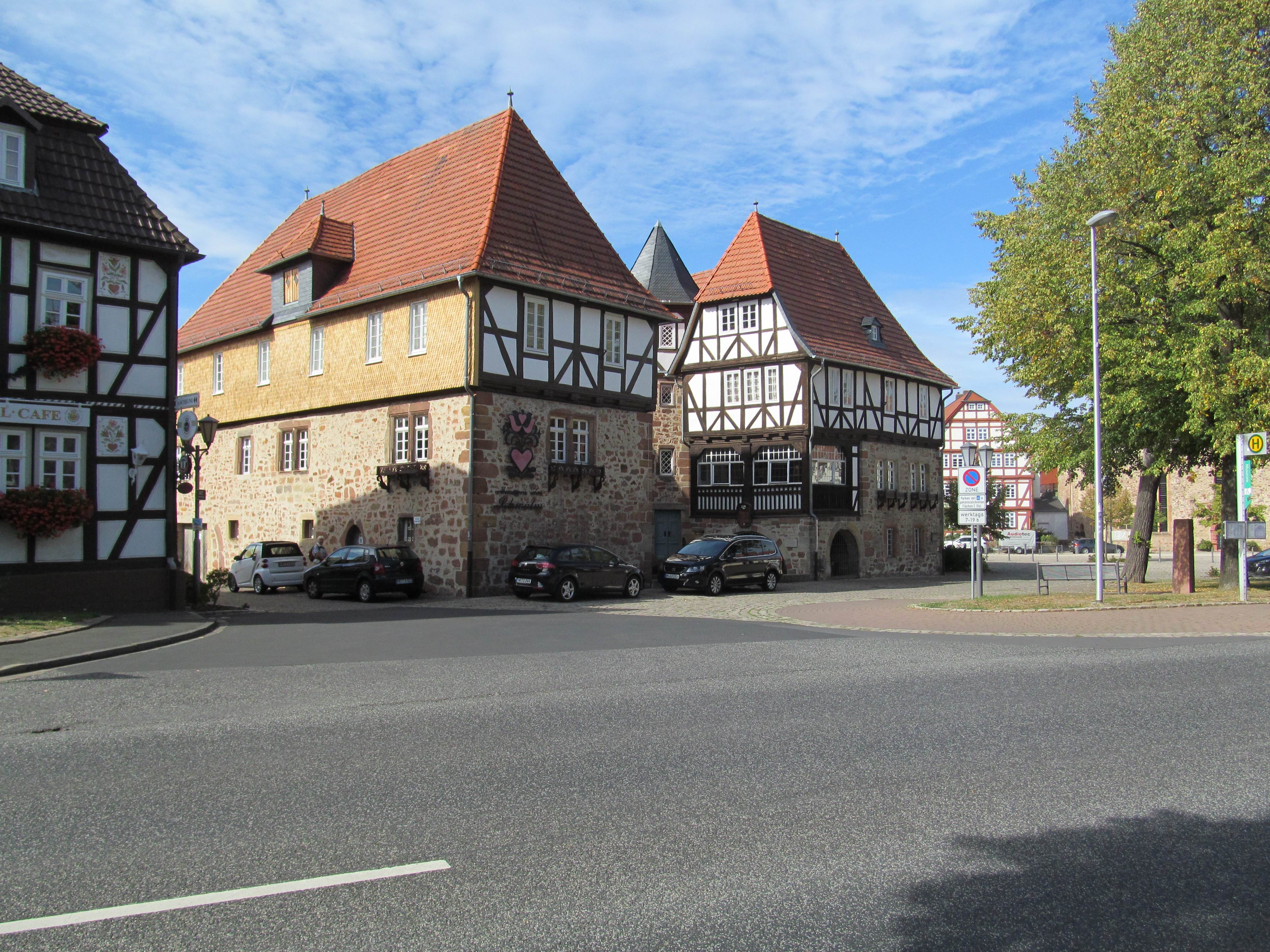
Das Steinerne Haus (2018)

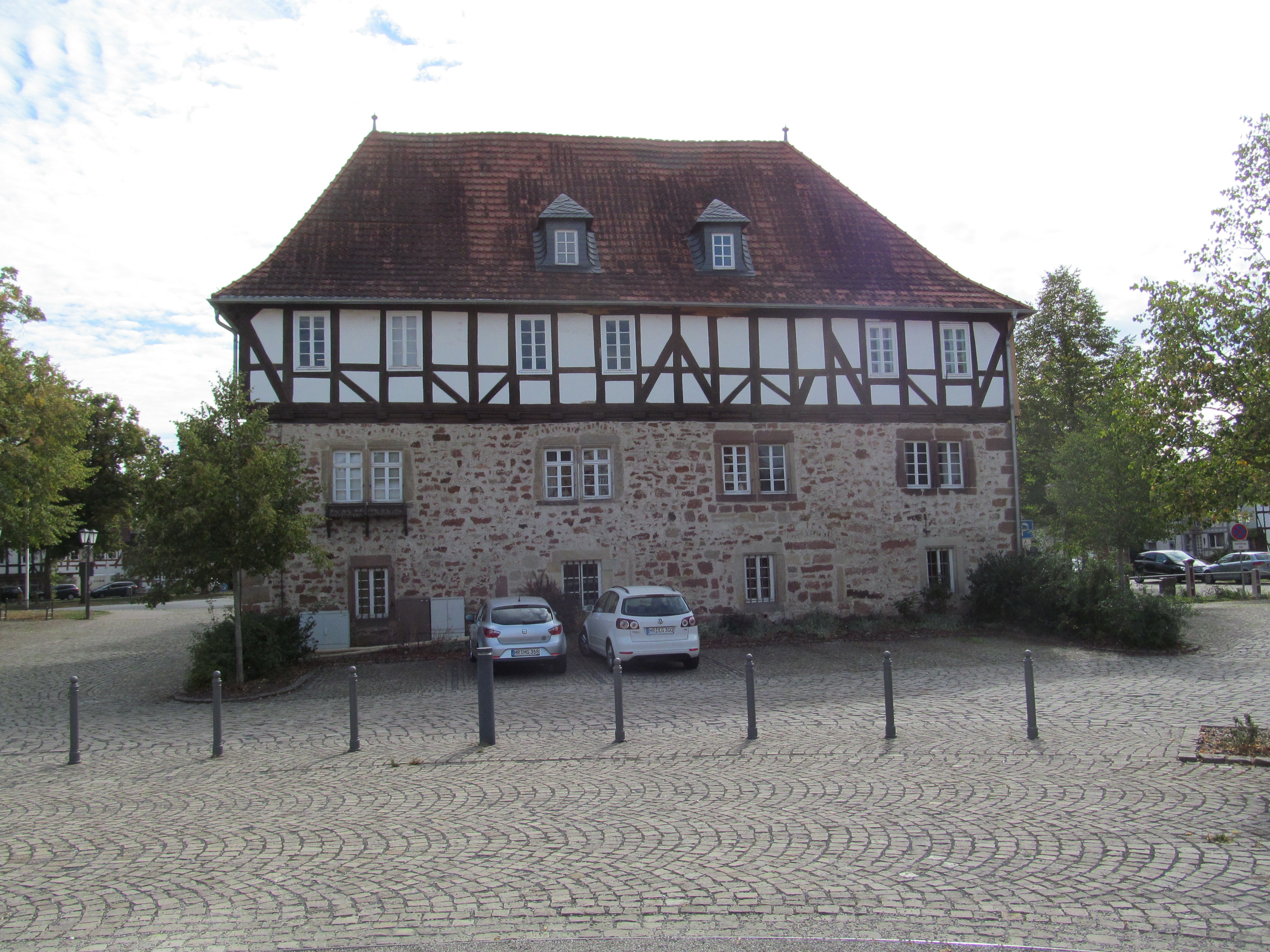
Blick vom Paradeplatz auf das Steinerne Haus (2018)

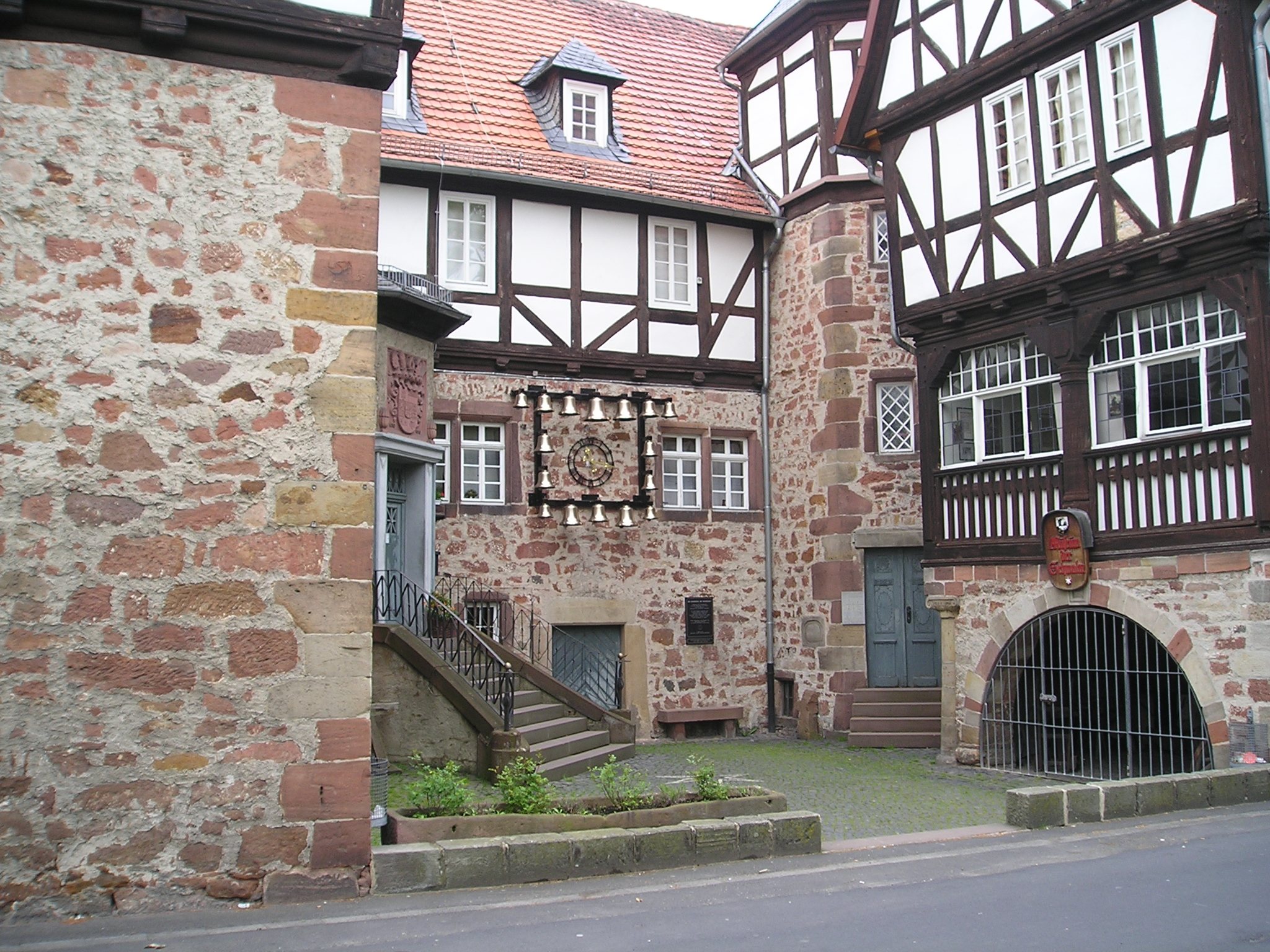
Museum der Schwalm, Eingangsbereich Steinernes Haus (2005)

Das Steinerne Haus in Ziegenhain im nordhessischen Schwalm-Eder-Kreis ist ein ursprünglich im 14. Jahrhundert erbauter, im 17. Jahrhundert umgebauter und erweiterter ehemaliger Burgsitz, in dem sich seit 1938 (mit Kriegsunterbrechung) und endgültig seit 1949 das Museum der Schwalm befindet. Es steht im Bereich der einstigen Wasserfestung Ziegenhain am Paradeplatz.

## Der Bau
Das Haus ist eine dreigeschossige Dreiflügelanlage von etwa 30 × 20 m Grundfläche, die einen kleinen hofartigen und nach Osten offenen Eingangsbereich teilweise umschließt. Im nordwestlichen Winkel dieses Innenhofs erhebt sich ein schmaler Treppenturm, und in der südwestlichen Hofecke befindet sich seit 1911 ein polygonaler Standerker mit Wappenportal. Das nur teilweise oberirdische Erdgeschoss und das erste Obergeschoss sind aus Sandstein gemauert; darüber befindet sich ein zweites Obergeschoss aus schwerem Eichenholz-Fachwerk. Das Walmdach ist nur an wenigen Stellen von kleinen Gauben durchbrochen. Bei einer 1910/11 durchgeführten Totalrenovierung mit Umbau zu einem Mehrfamilienwohnhaus wurde der hofseitige Kopfbau mit Arkaden im Erdgeschoss und mit einer verglasten Loggia im ersten Obergeschoss versehen.

## Geschichte
Im November 1363 wurde Werner II. von Falkenberg vom Grafen Gottfried VII. von Ziegenhain als Erbburgmann zu Ziegenhain bestellt und erhielt aus diesem Anlass einen Burgsitz bei der dort 1144 erbauten Burganlage. Ob es sich dabei um eine bereits bestehende Kemenate handelte, oder ob er selbst den Bau errichten ließ, scheint unklar zu sein. Seine Linie der Herren von Falkenberg erlosch im Mannesstamm mit seinem Enkel Werner im Jahre 1441 und ihr damit erledigtes Burglehn fiel zurück an den Grafen Johann II. von Ziegenhain und mit dessen Tod 1450 an die Landgrafschaft Hessen. Der nächste bekannte Bewohner des Hauses war Johann Fischer gen. Walter, landgräflicher Rat, der als Rentmeister die Gelder beim Ausbau der Burg Ziegenhain in den Jahren von 1537 bis 1542 zur Wasserfestung verwaltete. Ihm folgte von 1542 bis 1559 Heinz von Lüder, der den Bau der Festung als Kommandant ab 1537 geleitet hatte und sie bis zu seinem Tod 1559 befehligte. Nach seinem Tod bewohnte zunächst der Rentmeister Eckhard Feige das Haus. Per Erbvertrag kam das Haus, das sowohl eine Wasserleitung als auch ein Brauhaus besaß, jedoch an den mit einer Nichte Lüders verheiratete Johann Meckbach d. J. (1524–1592), von 1558 bis zu seinem Tod hessischer und hersfeldischer Amtmann zu Landeck.
Wie dieser Burgsitz danach an die Herren von Rückershausen kam, ob durch Heirat, Erbschaft, Kauf oder Neubelehnung, ist unklar. Als diese Familie mit dem Tod des Helwig von Rückershausen im Jahre 1576 im Mannesstamm ausstarb, wurde der landgräfliche Oberforst- und Jägermeister Georg Schetzel von Landgraf Wilhelm IV. von Hessen-Kassel mit deren zwei Dritteln des Dorfs Merzhausen, der dortigen Wasserburg, der Gemarkung der benachbarten Wüstung Fischbach und mit ihrem Burglehn in Ziegenhain belehnt, anfangs nur auf Lebenszeit, dann aber erblich. Nach Schetzels Tod 1599 belehnte Landgraf Moritz dessen Söhne Wilhelm und Burkhard mit dem Burglehn und Burgsitz.
Der am 1. Januar 1653 von Landgraf Wilhelm VI. zum Kommandanten der Festung Ziegenhain ernannte Jakob von Hoff (1598–1670) kaufte das Haus und ließ es in den Jahren 1659–1661, unter Nutzung der bestehenden Grundmauern, so umbauen, wie es sich prinzipiell noch heute darstellt, als Dreiflügelanlage mit Treppenturm. Insbesondere der Fachwerkaufbau des Obergeschosses und die Walmdachkonstruktion stammen aus diesen Jahren. Wilhelm von Hoff d. Ä., sein Sohn, der hessen-kasselscher Oberhofmarschall, Hofmeister, Geheimer Rat und Hofrichter wurde, heiratete 1671 Johanna (Johannette) Dorothea von Schwertzell zu Willingshausen. Beider Tochter Katherina Wilhelmina heiratete Carl von Hattenbach, der im Mai 1729 als Generalleutnant Gouverneur der Festung und ehemaligen Grafschaft Ziegenhain wurde und das Haus während seiner dortigen Amtszeit bewohnte. Seine jüngste Tochter, Wilhelmina Dorothea (1719–1779), heiratete Georg von Schwertzell zu Willingshausen (1697–1758), Hofgerichtsrat zu Marburg, und deshalb kam das Steinerne Haus nach Carl von Hattenbachs Tod 1739 durch Erbschaft an die von Schwertzell. Diese hatten das Haus bis 1832 in Besitz, als sie es an den Landjägermeister Gottlob von Buttlar (1769–1849) verkauften. Dieser veräußerte es bereit 1838 an einen Ziegenhainer Bürger.
Von 1866 bis 1892 war das Gebäude Sitz des Landratsamts des Kreises Ziegenhain, ehe die Kreisverwaltung in einen Neubau umzog. Daraufhin erfolgte ein erneuter Verkauf und die Nutzung als Mehrfamilienwohnhaus. Der Zustand des Hauses verschlechterte sich dabei so weit, dass seine Versteigerung auf Abbruch erwogen wurde. Dann jedoch finanzierte der neue Besitzer, aus Ziegenhain stammende Berliner Kaufmann Adolf Winkelstern, eine von August 1910 bis Januar 1911 durchgeführte Totalsanierung des Baues und dessen interne Umgestaltung in ein Wohnhaus mit fünf Wohnungen, vier Ställen im Erdgeschoss, einer Waschküche und Lagerräumen. Auch der Portalerker in der südwestlichen Hofecke wurde dabei geschaffen. Architekt und Bauleiter war August Venitz aus Berlin, der später einen detaillierten Bericht über dieses Unternehmen veröffentlichte.

## Heutige Nutzung
Im Juni 1938 erwarb der Kreis Ziegenhain das Haus und darin wurde das Museum der Schwalm untergebracht. Während des Zweiten Weltkriegs wurden die Museumsbestände ausgelagert und das Haus wurde wieder als Wohnraum genutzt. Auch nach Kriegsende dienten mehreren Räume weiterhin Wohnzwecken, nunmehr für Heimatvertriebene. 1949 wurde der „Schwälmer Heimatbund e.V.“ gegründet und wurde Träger des Museums, das am 19. Juni 1949 zunächst mit zwei Ausstellungsräumen im Steinernen Haus seine Wiedereröffnung feierte.  Heute nimmt das Museum das gesamte vom Schwälmer Heimatbund gepachtete Gebäude ein. Der Pachtvertrag mit dem Schwalm-Eder-Kreis als Eigentümer läuft noch bis 2050 und kann, wie vertraglich vereinbart, vom Heimatbund verlängert werden.